# Kašubistika

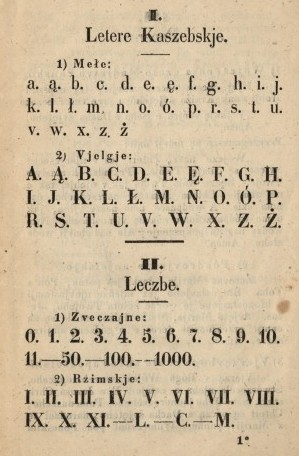
Kašubská abeceda (1850)

Kašubistika je filologický obor, který se zábývá literaturou a jazykem Kašubů, slovanského národa žijícího v Kašubsku, malá část je rozptýlena po Polsku, významné diaspory existují v Německu, Kanadě a Spojených státech amerických. Hlavními centry pro rozvoj kašubistiky jsou Gdaňská univerzita a Kašubský instiitut v Gdaňsku.